# Perros-Guirec
Perros-Guirec é uma comuna francesa na região administrativa da Bretanha, no departamento Côtes-d'Armor. Estende-se por uma área de 14,17 km². Em 2010 a comuna tinha 7 261 habitantes (densidade: 512,4 hab./km²).